# Petalichthyida
Die Petalichthyida (Petalichthyformes) sind eine Gruppe der ausgestorbenen Placodermi, fischartiger, gepanzerter Wirbeltiere aus dem Devon. Sie waren bodenbewohnende Meerestiere. Insgesamt wurden nur acht Gattungen beschrieben. Die Gruppe erreichte im Unterdevon ihre höchste Diversität, nur wenige Arten überlebten bis zum Oberdevon.

## Merkmale
Sie ähneln primitiven Arthrodiren, der Rumpfpanzer war allerdings kürzer und schloss sich nicht hinter den Brustflossen. Ihr Körper war abgeflacht, die Augen standen auf der Kopfoberseite, die Brustflossen standen weit vom Körper ab. Auf allen Platten des Knochenpanzers gab es hervorstehende, charakteristische Linien und tuberkelartige Erhebungen. Kiefer und Maul der Petalichthyida sind bei keinem der gefundenen Fossilien erhalten.

## Systematik
Die Ordnung Petalichthyida enthält nur eine Familie, die Macropetalichthyidae.
Einige Gattungen:
- Ellopetalichthys
- Epipetalichthys
- Lunaspis
- Macropetalichthys
- Notopetalichthys
- Quasipetalichthys
- Shearsbyaspis
- Wijeaspis